# Gullbrandstorp
Gullbrandstorp är en tätort i Halmstads kommun  belägen cirka åtta kilometer nordväst om Halmstad.

## Historia
Gullbrandstorp har sitt ursprung i en bondby, första gången omtalad 1501. När järnvägen mellan Harplinge och Halmstad stod färdig 1886 analdes dock en hållplats här i Gullbrandstorp vilket fick ett stationssamhälle att börja växa fram. En stenindustri anlades och trafiken blev snart sådan att hållplatsen i Gullbrandstorp fick upphöjas till järnvägsstation. Många av stenhuggarna var bosatta i Halmstad och särskilda "stenhuggartåg" sattes in på linjen för att transportera arbetare från Halmstad till Gullbrandstorp. 1904-1915 hade Harplinge Handelsförening en filial I Gullbrandstorp, men som många av de boende föredrog att handla i Halmstad gick affären dåligt. I stället startades dock 1916 en egen kooperativ handelsförening i Gullbrandstorp i de gamla lokalerna. Under 1920-talet blev Gullbrandstorp centrum för en ganska omfattande busstrafik, bedriven av Hallands Omnibustrafik.

### Befolkningsutveckling
| Befolkningsutvecklingen i Gullbrandstorp 1960–2020 | Befolkningsutvecklingen i Gullbrandstorp 1960–2020 | Befolkningsutvecklingen i Gullbrandstorp 1960–2020 | Befolkningsutvecklingen i Gullbrandstorp 1960–2020 | Befolkningsutvecklingen i Gullbrandstorp 1960–2020 |
| -------------------------------------------------- | -------------------------------------------------- | -------------------------------------------------- | -------------------------------------------------- | -------------------------------------------------- |
|                                                    |                                                    |                                                    |                                                    |                                                    |
| År                                                 |                                                    |                                                    | Folkmängd                                          | Areal (ha)                                         |
| 1960                                               | 1960                                               |                                                    | 315                                                |                                                    |
| 1965                                               | 1965                                               |                                                    | 527                                                |                                                    |
| 1970                                               | 1970                                               |                                                    | 736                                                |                                                    |
| 1975                                               | 1975                                               |                                                    | 1 401                                              |                                                    |
| 1980                                               | 1980                                               |                                                    | 1 423                                              |                                                    |
| 1990                                               | 1990                                               |                                                    | 1 530                                              | 105                                                |
| 1995                                               | 1995                                               |                                                    | 1 489                                              | 105                                                |
| 2000                                               | 2000                                               |                                                    | 1 440                                              | 105                                                |
| 2005                                               | 2005                                               |                                                    | 1 435                                              | 105                                                |
| 2010                                               | 2010                                               |                                                    | 1 524                                              | 105                                                |
| 2015                                               | 2015                                               |                                                    | 1 642                                              | 142                                                |
| 2020                                               | 2020                                               |                                                    | 1 781                                              | 148                                                |
|                                                    |                                                    |                                                    |                                                    |                                                    |

## Samhället
I Gullbrandstorp finns lägenheter från HFAB och nyuppförda villor. Mitt i orten finns affären Tempo och en pizzeria. Ett stenkast bort ligger även ett hästvaruhus. 
Gullbrandstorp har låg- till högstadieskola och även två förskolor.  Även om det inte finns en kyrka så finns det en församlingsgård. Gullbrandstorp tillhör Harplinge församling.
I utkanten av förorten finns det flera hästgårdar.
Det finns även en fotbollsklubb i Gullbrandstorp, GAIS (Gullbrandstorps Allmänna Idrotts-Sällskap) som spelar på Gullevi IP.

### Gullbrandtorps Folkets hus
Ett Folkets hus har funnits på orten sedan år 1900 och är ännu aktiva (år 2021).